# Marc Cañellas Reixach
Marc Cañellas Reixach, katalanisch Marc Cañellas i Reixach, (geboren am 21. Juli 1995 in Santa Maria de Palautordera) ist ein spanischer Handballspieler, der auf der Spielposition Rückraum Mitte eingesetzt wird.

## Vereinskarriere
In der Jugendmannschaft des Club Balonmano Granollers ausgebildet, debütierte Marc Cañellas in der Saison 2014/2015 der Liga Asobal mit Fraikin BM Granollers in der höchsten spanischen Liga. Sein im August 2025 um drei Jahre verlängerter Vertrag mit Granollers lief nach der Saison 2017/2018 aus.
Er wechselt im Jahr 2018 nach Schweden zu IFK Kristianstad, sein Vertrag beim Meister der Handbollsligan lief über zwei Spielzeiten. In der Saison 2018/2019 belegte er mit seiner Mannschaft nach der ersten Phase der Meisterschaft den ersten Platz, scheiterte aber im Kampf um die Titelverteidigung in den Play-offs. Im November 2019 beendete er vorzeitig sein Engagement in der schwedischen Liga, nachdem der neue Trainer in Kristianstad, Ljubomir Vranjes, ihn nicht mehr einplante.
Er wechselte am 22. November 2019 nach Frankreich zum in der Starligue spielenden Verein C' Chartres Métropole Handball. Im Februar 2021 wurde sein Vertrag bis Sommer 2022 verlängert.
Ab September 2023 trainierte er wieder bei Fraikin BM Granollers; am 24. Februar 2024 bestritt er mit dem Team wieder ein Spiel in der spanischen Liga.
| Saison    | Mannschaft                     | Liga           | Spiele | Tore |
| --------- | ------------------------------ | -------------- | ------ | ---- |
| 2014/2015 | Fraikin BM Granollers          | Liga Asobal    | 19     | 12   |
| 2015/2016 | Fraikin BM Granollers          | Liga Asobal    | 29     | 69   |
| 2016/2017 | Fraikin BM Granollers          | Liga Asobal    | 28     | 69   |
| 2017/2018 | Fraikin BM Granollers          | Liga Asobal    | 27     | 64   |
| 2018/2019 | IFK Kristianstad               | Handbollsligan | 13     | 35   |
| 2019/2020 | IFK Kristianstad               | Handbollsligan | 07     | 08   |
| 2019/2020 | C' Chartres Métropole Handball | Starligue      | 07     | 16   |
| 2020/2021 | C' Chartres Métropole Handball | Starligue      | 22     | 61   |
| 2021/2022 | C' Chartres Métropole Handball | Starligue      | 01     | 0    |
| 2023/2024 | Fraikin BM Granollers          | Liga Asobal    | 02     | 0    |

Mit den Mannschaften aus Granollers und Kristianstad nahm Cañellas auch an internationalen Wettbewerben teil (EHF Champions League und EHF-Pokal). Er erreichte mit seiner spanischen Mannschaft den 3. Platz im EHF-Pokal 2015/2016.

## Auswahlmannschaften
Cañellas wurde auch in spanischen Auswahlmannschaften der RFEBM eingesetzt.
Mit der Juniorennationalmannschaft debütierte er am 10. Januar 2014, bis August 2015 wurde er in 30 Spielen aufgeboten und erzielte insgesamt 24 Tore für das Team. Er nahm mit dieser Auswahl an der U-20-Europameisterschaft 2014 (3. Platz) und an der U-21-Weltmeisterschaft 2015 (5. Platz) teil.
Im Juni 2017 wurde er erstmals in die A-Nationalmannschaft berufen, am 14. Juni 2017 bestritt er mit der Auswahl sein erstes Länderspiel. Bis 2019 wurde er in 15 Länderspielen eingesetzt und erzielte in diesen insgesamt 20 Tore. Bei den Mittelmeerspielen 2018 belegte er den 3. Platz mit Spaniens Auswahl.

## Privates
Marc Cañellas hat einen Abschluss in Biotechnologie und studierte im Jahr 2018 Pharmazie.
Auch sein älterer Bruder Joan Cañellas ist als professioneller Handballspieler aktiv.